# Luftschlösser
Luftschlösser (Castillos de cartón) ist ein spanischer Erotikfilm aus dem Jahr 2009, in dem Adriana Ugarte eine Kunststudentin zwischen zwei Männern spielt. Der Film beruht auf dem gleichnamigen Roman von Almudena Grandes, der 2004 erschien und ein Jahr später auf Deutsch übersetzt wurde.

## Handlung
Die Kunststudentin Maria-José wird von ihren Kommilitonen Marcus und Jaime als neue Mitbewohnerin aufgenommen. Als sie sich von Jaime ungestört wähnen, lassen sich Maria-José und Marcus miteinander ein, doch Marcus bringt keine Erektion zustande. Jaime, der sie durch den Türspalt beobachtet hat, bietet sich als Helfer an und schläft mit ihr. Von nun an leben die drei in einer Ménage à trois zusammen.
Das erotische Leben der Wohngemeinschaft besteht aus Sex, bei dem Maria-José abwechselnd mit einem der beiden Studenten schläft. Irgendwann gesteht sie, dass sie beim Sex keinen Höhepunkt bekommt. Jaime will für die sexuellen Probleme seiner zwei Mitbewohner eine Lösung finden und empfiehlt, möglichst viel weiter zu kopulieren. Marcus zweifelt an sich, doch Maria-José ist von seinem künstlerischen Talent begeistert. Zu einem Besuch bei ihren Eltern nimmt Maria-José beide Männer mit. In der Küche schafft Marcus einen Ständer und schläft mit Maria-José. Jaime ist zunehmend beunruhigt, weil er spürt, dass die beiden anderen einander emotional näher sind als ihm. Marcus, der sensiblere, wiederum spricht gegenüber Maria-José aus, dass er Jaime für untalentiert hält, und es würde aus diesem nie ein Maler. Die Frau bekundet wiederholt, dass sie beide gleichermaßen liebe. Von einer Vernissage, an der Marcus’ Bilder die Anerkennung von Galeristen und anderen Fachleuten finden, läuft Jaime voller Neid und Ärger davon. Als ihr Studium vorbei ist, erklärt Marcus, die beiden anderen zu lieben und ohne sie nicht leben zu können. Er schlägt vor, dass sie weiterhin zusammen leben. Während Maria-José Verständnis zeigt, lehnt Jaime ab und geht.

## Kritik
Der film-dienst nennt Luftschlösser eine „psychologisch differenzierte, visuell ansprechende erotische Dreiecksgeschichte“. Sie würde die „Aufbruchsstimmung nach dem Tod Francos im Jahr 1975 atmosphärisch ebenso stimmig [einfangen] wie deren Begrenzungen durch die „reale Welt“ und uneingestandene Eifersuchtsgefühle“.
„Das Kammerspiel […] stellt erotische Konventionen ernsthaft in Frage, wirkt aber etwas kunstbeflissen. Fazit: Sinnlich, subtil und ein wenig selbstverliebt“ befand Cinema.